# Courtney McCool
Courtney McCool (Kansas City (Misuri), 1 de abril de 1988) es una gimnasta artística estadounidense, subcampeona olímpica en 2004 por equipos.

## Carrera deportiva
En los JJ. OO. de Atenas 2004 gana la plata por equipos —tras Rumania y por delante de Rusia— siendo sus compañeras: Mohini Bhardwaj, Annia Hatch, Courtney Kupets, Terin Humphrey y Carly Patterson.